# Prix Adamson

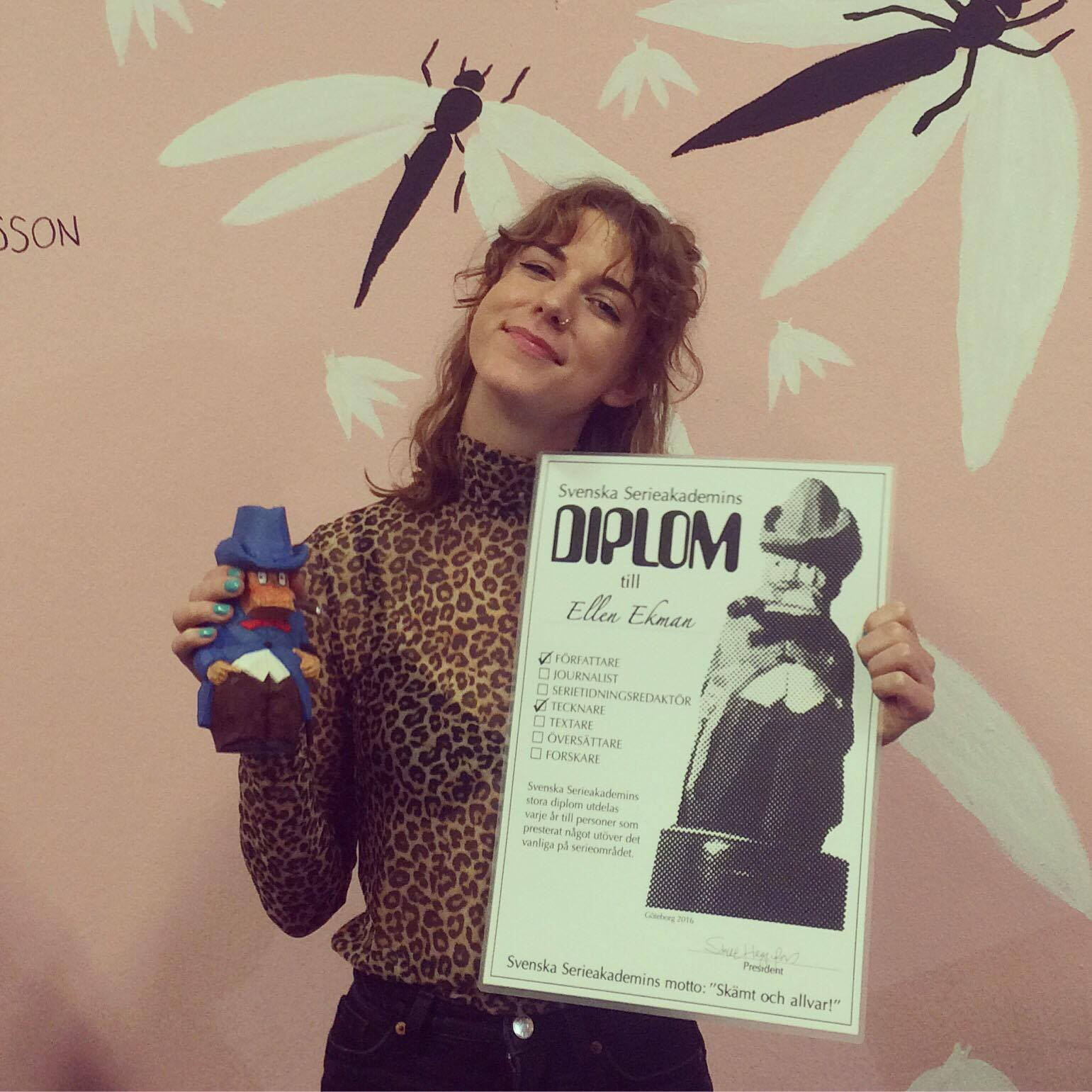
Ellen Ekman avec son trophée Adamson en décembre 2016.

Les prix Adamson sont des prix de bande dessinée suédois. Nommés d'après Adamson, comic strip d'Oscar Jacobsson publié de 1920 à 1964, ils sont remis chaque année depuis 1965 à des auteurs suédois et étrangers pour l'ensemble de leur œuvre par l'Académie suédoise de la bande dessinée (en) dans le cadre du festival du livre de Göteborg. C'est à la fois l'un des premiers prix de bande dessinée, et le plus ancien remis de manière continue.

## Meilleur auteur international
Ce prix n'a pas été remis en 1973, 1978, 1982, 1984, 2020 et 2021.
| Année | Auteur                | Nationalité    | Langue d'expression | Dates       | Œuvre(s) principale(s)               |
| ----- | --------------------- | -------------- | ------------------- | ----------- | ------------------------------------ |
| 1965  | Chester Gould         | États-Unis     | Anglais             | 1900-1985   | Dick Tracy                           |
| 1966  | Harvey Kurtzman       | États-Unis     | Anglais             | 1924-1993   | Le Livre de la jungle, Mad           |
| 1967  | Charles Schulz        | États-Unis     | Anglais             | 1922-2000   | Peanuts                              |
| 1968  | Jean-Claude Forest    | France         | Français            | 1930-1998   | Barbarella                           |
| 1969  | Harold Foster         | États-Unis     | Anglais             | 1892-1982   | Prince Vaillant                      |
| 1970  | Robert Crumb          | États-Unis     | Anglais             | 1943-       | Fritz the Cat                        |
| 1971  | Hergé                 | Belgique       | Français            | 1907-1983   | Les Aventures de Tintin              |
| 1972  | Guido Crepax          | Italie         | Italien             | 1933-2003   | Valentina                            |
| 1974  | René Goscinny         | France         | Français            | 1926-1977   | Astérix                              |
| 1975  | Mort Walker           | États-Unis     | Anglais             | 1923-2018   | Beetle Bailey                        |
| 1976  | Johnny Hart           | États-Unis     | Anglais             | 1931-2007   | B.C.                                 |
| 1977  | Lee Falk              | États-Unis     | Anglais             | 1911-1999   | Mandrake le magicien, Le Fantôme     |
| 1979  | Jean Giraud / Mœbius  | France         | Français            | 1938-2012   | Blueberry                            |
| 1980  | André Franquin        | Belgique       | Français            | 1924-1997   | Spirou et Fantasio                   |
| 1981  | Gérard Lauzier        | France         | Français            | 1932-2008   | Tranches de vie                      |
| 1983  | Caza                  | France         | Français            | 1941-       | Scènes de la vie de banlieue         |
| 1985  | Brant Parker          | États-Unis     | Anglais             | 1920-2007   | Le Magicien d'Id                     |
| 1985  | Jerry Dumas           | États-Unis     | Anglais             | 1930-2016   | Sam's Strip, Sam and Silo            |
| 1985  | Sergio Aragonés       | États-Unis     | Anglais             | 1937-       | Groo the Wanderer                    |
| 1985  | Burne Hogarth         | États-Unis     | Anglais             | 1911-1996   | Tarzan                               |
| 1985  | Jerry Siegel          | États-Unis     | Anglais             | 1914-1996   | Superman                             |
| 1986  | Jacques Tardi         | France         | Français            | 1946-       | Adèle Blanc-Sec                      |
| 1987  | Claire Bretécher      | France         | Français            | 1940-2020   | Les Frustrés                         |
| 1988  | Art Spiegelman        | États-Unis     | Anglais             | 1948-       | Maus                                 |
| 1989  | Bud Grace             | États-Unis     | Anglais             | 1944-       | Ernie                                |
| 1990  | Frank Miller          | États-Unis     | Anglais             | 1957-       | Batman, Daredevil                    |
| 1991  | Bill Watterson        | États-Unis     | Anglais             | 1958-       | Calvin et Hobbes                     |
| 1992  | Bill Sienkiewicz      | États-Unis     | Anglais             | 1958-       | Daredevil                            |
| 1993  | Neil Gaiman           | Royaume-Uni    | Anglais             | 1960-       | Sandman                              |
| 1994  | Scott McCloud         | États-Unis     | Anglais             | 1960-       | L'Art invisible                      |
| 1995  | Scott Adams           | États-Unis     | Anglais             | 1957-       | Dilbert                              |
| 1996  | Jeff Smith            | États-Unis     | Anglais             | 1960-       | Bone                                 |
| 1997  | Patrick McDonnell     | États-Unis     | Anglais             | 1956-       | Earl & Mooch                         |
| 1998  | Don Rosa              | États-Unis     | Anglais             | 1951-       | Donald Duck                          |
| 1999  | Enki Bilal            | France         | Français            | 1951-       | Pour ses récits de science-fiction   |
| 2000  | Alan Moore            | Royaume-Uni    | Anglais             | 1953-       | Une petite mort                      |
| 2001  | Jim Meddick           | États-Unis     | Anglais             | 1961-       | Monty                                |
| 2002  | Daniel Clowes         | États-Unis     | Anglais             | 1961-       | Ghost World                          |
| 2002  | Jerry Scott           | États-Unis     | Anglais             | 1955-       | Bébé Blues                           |
| 2003  | Chris Ware            | États-Unis     | Anglais             | 1967-       | Jimmy Corrigan                       |
| 2004  | Joe Sacco             | États-Unis     | Anglais             | 1960-       | The Fixer : une histoire de Sarajevo |
| 2005  | Jim Borgman           | États-Unis     | Anglais             | 1954-       | Zits                                 |
| 2006  | Frode Øverli          | Norvège        | Norvégien           | 1968-       | Pondus                               |
| 2007  | Garry Trudeau         | États-Unis     | Anglais             | 1948-       | Doonesbury                           |
| 2008  | Charles Burns         | États-Unis     | Anglais             | 1955-       | Black Hole                           |
| 2009  | Jean Van Hamme        | Belgique       | Français            | 1939-       | Largo Winch                          |
| 2009  | Philippe Francq       | Belgique       | Français            | 1961-       | Largo Winch                          |
| 2010  | Peter Madsen          | Danemark       | Danois              | 1958-       | Valhalla                             |
| 2011  | Bill Willingham       | États-Unis     | Anglais             | 1956-       | Fables                               |
| 2012  | Terry Moore           | États-Unis     | Anglais             | 1954-       | Strangers in Paradise, Echo          |
| 2013  | Alejandro Jodorowsky  | France / Chili | Français            | 1929-       | L'Incal                              |
| 2014  | Pierre Christin       | France         | Français            | 1938-2024   | Valérian et Laureline                |
| 2014  | Jean-Claude Mézières  | France         | Français            | 1938-2022   | Valérian et Laureline                |
| 2015  | Sussi Bech            | Danemark       | Danois              | 1958-       | Nofret                               |
| 2015  | Marjane Satrapi       | France / Iran  | Français            | 1968-       | Persepolis                           |
| 2016  | David Mazzucchelli    | États-Unis     | Anglais             | 1960-       | Asterios Polyp                       |
| 2017  | Steffen Kverneland    | Norvège        | Norvégien           | 1963-       | Munch                                |
| 2018  | Hermann               | Belgique       | Français            | 1938-       | Pour l'ensemble de son œuvre         |
| 2019  | Derib                 | Suisse         | Français            | 1944-       | Pour l'ensemble de son œuvre         |
| 2022  | François Bourgeon     | France         | Français            | 1945-       | Pour l'ensemble de son œuvre         |
| 2023  | Trina Robbins         | États-Unis     | Anglais             | 1938-2024   | Pour l'ensemble de son œuvre         |
| 2024  | Wendy et Richard Pini | États-Unis     | Anglais             | 1951- 1950- | Pour l'ensemble de leur œuvre        |

## Meilleur auteur suédois
Ce prix n'a pas été remis en 1973, 1974, de 1977 à 1980, en 1982, 1984, 1985, 2020 et 2021. Il récompense un auteur pour sa contribution à la bande dessinée suédoise, contrairement aux prix Urhunden toujours remis pour une œuvre parue dans l'année sans limite de nombre de récompenses.
| Année | Auteur               | Dates     | Œuvre(s) principale(s)                                         |
| ----- | -------------------- | --------- | -------------------------------------------------------------- |
| 1965  | Rudolf Petersson     | 1896-1970 | 91:an Karlsson                                                 |
| 1966  | Elov Persson         | 1894-1970 | Kronblom (sv), Agust och Lotta (sv)                            |
| 1967  | Rit-Ola              | 1905-1988 | Biffen och Bananen (sv)                                        |
| 1968  | Jan Lööf             | 1940-     | Felix (sv)                                                     |
| 1969  | Rune Andréasson      | 1925-1999 | Bamse                                                          |
| 1970  | Torvald Gahlin       | 1910-2006 | Klotjohan et Fredrik                                           |
| 1971  | Torsten Bjarre       | 1915-2001 | Flygsoldat 113 Bom (sv)                                        |
| 1972  | Rolf Gohs            | 1933-2020 | Mystiska 2:an (sv)                                             |
| 1975  | Nils Egerbrandt      | 1926-2005 | Olli (sv), 91:an Karlsson                                      |
| 1976  | Gösta Gummesson      | 1928-2012 | Åsa-Nisse (sv)                                                 |
| 1981  | Gunnar Persson       | 1933-2018 | Kronblom                                                       |
| 1983  | Ulf Lundkvist        | 1952-     | Mannen med den håriga näsan dans ETC                           |
| 1986  | Joakim Pirinen       | 1961-     | Socker-Conny (sv)                                              |
| 1987  | Gunna Grähs          | 1954-     | Evert och Tyra                                                 |
| 1988  | Lars Hillersberg     | 1937-2004 | 50-talet                                                       |
| 1989  | Cecilia Torudd       | 1942-     | Ensamma mamman (sv)                                            |
| 1990  | Leif Zetterling      | 1940-     | Nils Holgersson flyger igen                                    |
| 1991  | Lena Ackebo          | 1950–     | Histoires publiées dans Galago                                 |
| 1992  | Joakim Lindengren    | 1962-     | Histoires publiées dans Galago et Pyton (sv)                   |
| 1993  | Charlie Christensen  | 1958-     | Arne Anka (sv)                                                 |
| 1994  | Gunnar Lundkvist     | 1958-     | Klas Katt                                                      |
| 1995  | Max Andersson        | 1962-     | Vakuumneger                                                    |
| 1996  | Jan Romare           | 1936-2017 | Pyton                                                          |
| 1997  | Jan Berglin          | 1960-     | Avanti!                                                        |
| 1998  | Mats Källblad        | 1969-     | Garagedrömmar                                                  |
| 1999  | Patrik Norrman       | 1961-     | Bacon & Ägg (sv)                                               |
| 2000  | Monica Hellström     | 1964-     | Ärligt talat!                                                  |
| 2001  | Claes Reimerthi      | 1955-     | Fantomen                                                       |
| 2001  | Hans Lindahl         | 1954-     | Fantomen                                                       |
| 2002  | Lars Mortimer        | 1946-2014 | Hälge (sv)                                                     |
| 2003  | Martin Kellerman     | 1973-     | Rocky                                                          |
| 2004  | Tony Cronstam        | 1969-     | Elvis (sv)                                                     |
| 2005  | David Nessle         | 1960-     | Den Maskerade Proggaren (sv)                                   |
| 2006  | Johan Wanloo         | 1972-     | De äventyrslystna karlakarlarna                                |
| 2007  | Nina Hemmingsson     | 1971-     | Jag är din flickvän nu                                         |
| 2008  | Sven-Bertil Bärnarp  | 1940-     | Medelålders Plus (sv)                                          |
| 2009  | Ola Skogäng          | 1974-     | Mumiens blod                                                   |
| 2010  | Anneli Furmark       | 1962-     | August & Jag, Fiskarna i havet                                 |
| 2011  | Kim W Andersson      | 1979-     | Love Hurts, Alena                                              |
| 2011  | Lina Neidestam       | 1984-     | Zelda (sv)                                                     |
| 2012  | Jonas Darnell        | 1964-     | Herman Hedning (sv)                                            |
| 2012  | Liv Strömquist       | 1978-     | Les Sentiments du prince Charles, Ja till Liv                  |
| 2013  | Sara Granér          | 1980-     | Det är bara lite aids, All I want for Christmas is planekonomi |
| 2014  | Daniel Ahlgren       | 1971-     |                                                                |
| 2015  | Peter Bergting       | 1970-     |                                                                |
| 2015  | Malin Biller         | 1979-     |                                                                |
| 2016  | Knut Larsson         | 1972-     |                                                                |
| 2016  | Ellen Ekman          | 1986-     |                                                                |
| 2017  | Gert Lozell          | 1969-     |                                                                |
| 2018  | Per Demervall        | 1955-     |                                                                |
| 2019  | Krister Petersson    | 1956-     |                                                                |
| 2022  | Joanna Rubin Dranger | 1970-     |                                                                |
| 2022  | Gunnar Krantz        | 1962-     |                                                                |
| 2023  | Mats Jonsson         | 1973-     |                                                                |
| 2024  | Lars Sjunnesson      | 1962-     |                                                                |

## Prix spéciaux

### Adamson d'or
Ce prix, appelé « Guld-Adamson » en suédois, récompense un auteur présent sur le festival pour l'ensemble de sa carrière.
- 1986 : Lee Falk (1911-1999, ), créateur du Fantôme et de Mandrake le Magicien, etc.
- 1988 : Mort Walker (1923-2018, ), créateur de Beetle Bailey et Hi and Lois, etc.
- 1990 : Carl Barks (1901-2000, ), auteur de Donald Duck
- 1992 : Stan Lee (1922-2018, ), scénariste de Marvel Comics, co-créateur des Quatre Fantastiques, Spider-Man, Hulk, etc.
- 1997 : Marten Toonder (1912-2005, ), créateur de Tom Pouce
- 1998 : Will Eisner (1917-2005, ), créateur du Spirit, etc.
- 2018 : Neal Adams (1941-, ), dessinateur de nombreuses séries classiques

### Adamson d'honneur
Ce prix, appelé « Heders-Adamson » en suédois, a été remis en 2011 pour récompenser un éditeur pour l'ensemble de sa carrière.
- 2011 : Rolf Janson (1925-)

### Mini-Adamson
Ce prix, appelé « Mini-Adamson » en suédois, récompense un jeune auteur suédois.
- 2012 : Johanna Koljonen
- 2015 : Ulf Granberg et Alf Thorsjö[6]

## Diplôme Adamson
Depuis 1979, l'académie remet chaque année ce prix, appelé « Adamsondiplom » en suédois, à un ou plusieurs invités du festival. Le nom du prix a été de 2014 (au moins) à 2018 « Prix d'encouragement de l'académie suédoise de bande dessinée » (Svenska serieakademins förtjänstdiplom). En 2019, il prend le nom de « Prix annuel de l'académie suédoise de bande dessinée » (Svenska Serieakademins årliga diplom).

### Lauréats[1]
- 1979 : Kjell Ekeberg, Bertil Falk, Ulf Granberg, Karin och Allan B. Janzon, Janne Lundström, Olle Petrini
- 1980 : Ingrid Emond, Biggan Lundborg, Daniel von Sydow, Alf Thorsjö
- 1981 : Jan-Erik Höglund, Ulf Jansson, Allan Kilander, Magnus Knutsson
- 1982 : Non remis
- 1983 : Brita Gröndahl, Marika Sjöstrand, Ingemar Unge
- 1984 : Non remis
- 1985 : Hans Lindahl, Stephan Linnér, Gunnar Persson, Gunilla Wall
- 1986 : Rolf Classon, Nisse Larsson, Cecilia Torudd
- 1987 : Lars Adelskogh, Ann Schwenke, Johan Wopenka
- 1988 : Leif Almqvist, Anne Thorsell
- 1989 : Inger Edelfeldt, Lena Furberg, Lisbeth Notini
- 1990 : Anders Hammarkvist, Krister Petersson, Horst Schröder
- 1991 : Charlie Christensen, Jonas Darnell, Arne Höök
- 1992 : Ahto Uisk
- 1993 : Diplôme non remis
- 1994 : Henrik Nilsson, Marie Zachariasson
- 1995 : Daniel Ahlgren, Olof Siverbo, Peter Sparring, Tina Stuve
- 1996 : Johan Andreasson, Stefan Diös, Måns Gahrton, Johan Unenge
- 1997 : Per A.J. Andersson, Christer Follin
- 1998 : Daniel Atterbom
- 1999 : Mikael Burman, Mats Gellerfelt
- 2000 : Jan Magnusson, Fredrik Strömberg
- 2001 : Martin Kristenson, Joakim Lindengren, David Nessle
- 2002 : Ingemar Bengtsson
- 2003 : Kjell Alinge, Peter Nilsson, Peter Sparring
- 2004 : Mårten Blomkvist
- 2005 : Thomas Storn, Johan Wanloo
- 2006 : Göran Everdahl
- 2007 : Olle Dahllöf
- 2008 : Lennart Allen, Johannes Klenell, Bo Michanek
- 2009 : Åsa Ekström, Rolf Lindby
- 2010 : Björn Ihrstedt, Loka Kanarp, Jonas Thente
- 2011 : Diplôme non remis
- 2012 : Göran Semb
- 2013 : Jonas Anderson, Fabian Göranson
- 2014 : Lars Krantz, Josefin Svenske, Mikael Tegebjer, Björn Wahlberg[5]
- 2015 : Ida Säll (journaliste au Svenska Dagbladet), Joakim Gunnarsson, Alf Steinsvik, Ingvar Jensen, Anders Andersson[6]
- 2016 : Helena Magnusson, Gemund von Wowern[7]
- 2017 : Åsa Warnqvist, Andreas Eriksson[8]
- 2018 : Dennis Gustafsson[9]
- 2019 : Ola Hammarlund (spécialiste de la bande dessinée)[10]
- 2022 : Natalia Batista et Robert Aman[11]
- 2023 : Ola Hellsten, Hedvig Häggman-Sund et Jonas Svensson[12]
- 2024 : Maria Fröhlich, Johan Kimrin, Roger Schaeder et Anders Skoglind[13]

### Diplôme d'honneur
Ce prix, appelé Hedersdiplom en suédois, a été remis en 2015 pour récompenser une personnalité extérieure à la bande dessinée.
- 2015 : Urban Gunnarsson (créateur de la statuette remise aux lauréats)[6]